# Угут
Угу́т (рос. Угут, хант. Әхӑт вош) — село у складі Сургутського району Ханти-Мансійського автономного округу Тюменської області, Росія. Адміністративний центр Угутського сільського поселення.
Населення — 2140 осіб (2010, 2133 у 2002).
Національний склад станом на 2002 рік: росіяни — 65 %.